# Kristian Vigenin
Kristian Ivanov Vigenin (bulharsky Кристиан Иванов Вигенин, * 12. června 1975 Sofie) je bulharský politik. 
Vystudoval mezinárodní vztahy na sofijské Univerzitě národního a světového hospodářství. Absolvoval postgraduální program zaměřený na ekonomický rozvoj na Harvardově univerzitě a stáž v Evropském parlamentu.
V roce 1994 vstoupil do mládežnické organizace Bulharské socialistické strany a o rok později byl zvolen radním sofijské čtvrti Podujane. V roce 2000 se stal členem Nejvyšší rady Bulharské socialistické strany a jejím expertem na zahraniční politiku. V roce 2005 byl zvolen poslancem Národního shromáždění. Po vstupu Bulharska do Evropské unie v roce 2007 byl poslancem Evropského parlamentu a místopředsedou poslaneckého klubu Strany evropských socialistů. Působil v Evropském fondu pro demokracii a ve fóru Euronest, zaměřeném na sbližování EU s Ukrajinou, Moldavskem, Gruzií, Arménií a Ázerbájdžánem.
Z Evropského parlamentu odešel v květnu 2013, kdy byl jmenován ministrem zahraničí ve vládě Plamena Orešarskiho. Za svého působení ve funkci se účastnil jednání o výstavbě ropovodu South Stream. O post ministra přišel po demisi vlády v srpnu 2014. V říjnu téhož roku byl znovu zvolen poslancem Národního shromáždění a v roce 2017 se stal jeho místopředsedou. Působil také v bulharské delegaci u Organizace pro bezpečnost a spolupráci v Evropě.
Vedl kandidátku bulharských socialistů ve volbách do Evropského parlamentu 2024 a byl znovu zvolen europoslancem.